# ウニクス南古谷
ウニクス南古谷（ウニクスみなみふるや、UNICUS Minamimfuruya）は、埼玉県川越市泉町に所在するネイバーフッド（小商圏）型ショッピングセンター（NSC）。
さいたま市に本社を置く株式会社ウニクスが運営するショッピングセンター「ウニクス (UNICUS) 」の第1号店。株式会社ウニクスはピーアンドディコンサルティングの関連会社。

## 概要
核テナントはスーパーマーケットのヤオコー。開業後、2008年までにシネマコンプレックスのユナイテッド・シネマが入居する「シネマ棟」、30レーンのボウリング場「ウニクスボウル」や天然温泉付きのフィットネスクラブ「ダンロップスポーツクラブ」、大型アミューズメント施設「ゲームシティプラス」が入居する「フィットネス&ボウリング棟」が増築され、4棟で構成されている。
この地は桶川市に本社を置くマーレエンジンコンポーネンツジャパンが泉自動車工業時代に操業していた工場の跡地である。跡地の大半はタカラレーベンが取得し、ウニクスの西隣に「スプーンタウン」の街区名称で大規模マンション2棟と分譲住宅地を造成した。マンションの共有部にはヤオコーのショッピングカート置場が設置されている。

## 主要テナント
出店テナントの一覧・詳細は公式サイト「ショップガイド」を参照。
- ヤオコー 川越南古谷店
- セキチュー 川越南古谷店
- スギ薬局 川越南古谷店
- TSUTAYA 南古谷店
- パシオス 南古谷店
- スポーツオーソリティ 川越店
- トイザらス・ベビーザらス 川越店（トイザらスとベビーザらスの併設型店舗）

## シネマ棟
ウニクス開業から5年後の2008年にシネマ棟が増築され、テナントとして「ユナイテッド・シネマ ウニクス南古谷」が開業。9スクリーン、1,500席を有する。開業時点におけるユナイテッド・シネマの最新設備を導入しているほか、デジタル3Dシネマ（RealD）を一部スクリーンに導入。
ロビーには、川越市内で56年間市民に親しまれた映画館「シアターホームラン」の歴史を綴ったメモリアル・プレートが展示されている。ユナイテッド・シネマの開業に際しては、旧市街の現状地では拡張ができなかったシアターホームランの旧経営陣も尽力し、「川越から映画館を消すな」という市民の署名が大勢集まり市長を動かし、映画館が建設できない用途の当地に映画館建設の許可が下りた。

## ウニクスボウル
- 1フロア30レーンのボウリング場。 ガターにならず子供でも楽しめる「全自動バンパーレーン」を完備。
- プロボウラーとして保倉映義プロが専属する。

## アクセス
- 東日本旅客鉄道（JR東日本）川越線南古谷駅より徒歩8分。
- 富士見川越バイパスと国道16号の小仙波交差点より至近距離。（※厳密には埼玉県道113号川越新座線沿いの立地となっている。）